# THE KINGS PLACE
THE KINGS PLACE（キングス・プレイス）は、2012年7月2日からJ-WAVEで放送されているラジオ番組。

## 概要
「新世代音楽王の集い」をコンセプトに、ロックバンドのメンバーが各曜日担当で出演する帯番組である。
J-WAVE主催の番組企画で、過去のナビゲーターも交えた構成などのライブも幾度と行なっている。
番組名にある「THE」の部分は表記のみであり、発音しないものとなっている。

## 放送時間
- 月曜〜木曜深夜 2:00 - 3:00（2012年7月2日 - 2017年9月28日）
- 月曜〜木曜深夜 1:00 - 2:00（2017年10月2日 - ）

## ナビゲーター

### 現在のナビゲーター
- MON：04 Limited Sazabys
- TUE：MAN WITH A MISSION
- WED：DISH//
- THU：ヤングスキニー

### 過去のナビゲーター
- クリープハイプ（月曜、2012年7月 - 2013年9月）
- ゲスの極み乙女。（月曜、2013年10月 - 2014年9月）
- キュウソネコカミ（月曜、2014年10月 - 2016年9月）
- People In The Box（火曜、2012年7月 - 2013年9月）
- WHITE ASH（火曜、2013年10月 - 2014年9月）
- パスピエ（火曜、2014年10月 - 2017年3月）[2]
- androp（水曜、2012年7月 - 2013年9月）
- KANA-BOON（水曜、2013年10月 - 2015年9月）[3]
- Nothing's Carved In Stone（木曜、2012年7月 - 2013年9月）
- KEYTALK（木曜、2013年10月 - 2016年3月、月曜 2021年4月 - 8月）
- Suchmos（木曜、2016年4月 - 2017年3月）[4]
- 04 Limited Sazabys（水曜、2015年10月 - 2017年9月）
- 夜の本気ダンス（月曜、2016年10月 - 2018年3月）
- CHAI（月曜、2018年4月- - 2019年3月）
- フレデリック（火曜、2017年4月 - 2019年3月、2022年1月 - ）
- never young beach（水曜、2017年10月 - 2019年3月）
- Bentham（木曜、2017年4月 - 2019年3月）
- FOMARE（月曜、2019年4月 - 2020年12月）
- マカロニえんぴつ（火曜、2019年4月 - 2020年12月、2022年1月 - ）
- KUZIRA（水曜、2019年4月 - 2020年12月）
- ユアネス（木曜、2019年4月 - 2020年12月）
- Saucy Dog（水曜、2021年8月-）
- DISH//
- ジェニーハイ（月曜、2021年9月-）
- 斎藤宏介（水曜、2020年1月-3月、7月-9月）
- OKAMOTO'S
- PEDRO
- 尾崎世界観
- 2021年1月現在
  - GEN - 04 Limited Sazabys（月曜、2021年1月 - ）
  - 渋谷龍太 - SUPER BEAVER（火曜、2021年1月 - ）
  - 斎藤宏介 - UNISON SQUARE GARDEN / XIIX（水曜、2021年1月 - ）
  - ヤマサキセイヤ - キュウソネコカミ（木曜、2021年1月 - ）  2022年1月

- - Mr.ふぉるて（月曜、2022年1月 - ）※新レギュラー
  - マカロニえんぴつ（火曜、2021年10月 - ）
  - フレデリック（水曜、2022年1月 - ） ※新レギュラー
  - SHE’S（木曜、2021年10月 - ）

## 企画ライブ一覧
| 企画名                                               | 日時           | 出演者                                                                      | 会場                 |
| ---------------------------------------------------- | -------------- | --------------------------------------------------------------------------- | -------------------- |
| J-WAVE主催 THE KINGS PLACE LIVE Vol.1                | 2012年10月15日 | クリープハイプ People In The Box Nothing's Carved In Stone                  | 恵比寿LIQUIDROOM     |
| J-WAVE 25th Anniversary「THE KINGS PLACE」LIVE Vol.2 | 2013年3月26日  | クリープハイプ People In The Box androp Nothing's Carved In Stone           | 新木場STUDIO COAST   |
| J-WAVE 25th ANNIVERSARY "THE KINGS PLACE" LIVE Vol.3 | 2013年9月30日  | クリープハイプ People In The Box androp Nothing's Carved In Stone           | 新木場STUDIO COAST   |
| J-WAVE 25th ANNIVERSARY "THE KINGS PLACE" LIVE Vol.4 | 2013年12月27日 | ゲスの極み乙女。 KEYTALK KANA-BOON                                          | 新木場STUDIO COAST   |
| J-WAVE "THE KINGS PLACE" LIVE vol.5                  | 2014年4月5日   | ゲスの極み乙女。 WHITE ASH KANA-BOON KEYTALK                                | 新木場STUDIO COAST   |
| J-WAVE "THE KINGS PLACE" LIVE vol.6                  | 2014年12月26日 | androp KANA-BOON KEYTALK パスピエ People In The Box                         | 新木場STUDIO COAST   |
| J-WAVE ROCKS!〜SPRING「THE KINGS PLACE」LIVE vol.7   | 2015年4月4日   | androp キュウソネコカミ KEYTALK Nothing's Carved In Stone People In The Box | TOKYO DOME CITY HALL |
| J-WAVE "THE KINGS PLACE" LIVE vol.8                  | 2015年9月27日  | キュウソネコカミ パスピエ KANA-BOON KEYTALK                                 | TOKYO DOME CITY HALL |
| J-WAVE "THE KINGS PLACE" LIVE vol.9                  | 2015年12月24日 | KEYTALK 04 Limited Sazabys androp                                           | 新木場STUDIO COAST   |
| J-WAVE "THE KINGS PLACE" LIVE vol.10                 | 2016年3月24日  | KEYTALK クリープハイプ パスピエ 04 Limited Sazabys                          | 新木場STUDIO COAST   |
| J-WAVE "THE KINGS PLACE" LIVE vol.11                 | 2016年9月23日  | androp キュウソネコカミ パスピエ 夜の本気ダンス                             | 新木場STUDIO COAST   |
| J-WAVE "THE KINGS PLACE" LIVE vol.12                 | 2016年12月26日 | 04 Limited Sazabys Suchmos パスピエ 夜の本気ダンス                          | 新木場STUDIO COAST   |
| J-WAVE "THE KINGS PLACE" LIVE vol.13                 | 2017年3月29日  | Suchmos パスピエ 夜の本気ダンス                                             | 新木場STUDIO COAST   |
| J-WAVE "THE KINGS PLACE" LIVE vol.14                 | 2017年9月28日  | 04 Limited Sazabys フレデリック Bentham 夜の本気ダンス                      | Zepp DiverCity TOKYO |
| J-WAVE "THE KINGS PLACE" LIVE vol.15                 | 2017年12月26日 | 夜の本気ダンス never young beach Bentham KANA-BOON                          | 新木場STUDIO COAST   |
| J-WAVE "THE KINGS PLACE" LIVE vol.16                 | 2018年4月27日  | CHAI フレデリック Bentham 夜の本気ダンス                                    | 新木場STUDIO COAST   |
| J-WAVE "THE KINGS PLACE" LIVE vol.17                 | 2019年月8日    | マカロニえんぴつ ユアネス                                                   | 渋谷ストリームホール |
| J-WAVE "THE KINGS PLACE" LIVE vol.18                 | 2019年12月18日 | KUZIRA FOMARE                                                               | Veats Shibuya        |
| J-WAVE "THE KINGS PLACE" LIVE vol.19                 | 2020年3月29日  | FOMARE マカロニえんぴつ KUZIRA ユアネス KEYTALK                             | Zepp DiverCity TOKYO |
| J-WAVE "THE KINGS PLACE" LIVE vol.20                 | 2021年7月16日  | 04 Limited Sazabys KEYTALK クリープハイプ XIIX                              | 横浜アリーナ         |